# Aleida Assmann

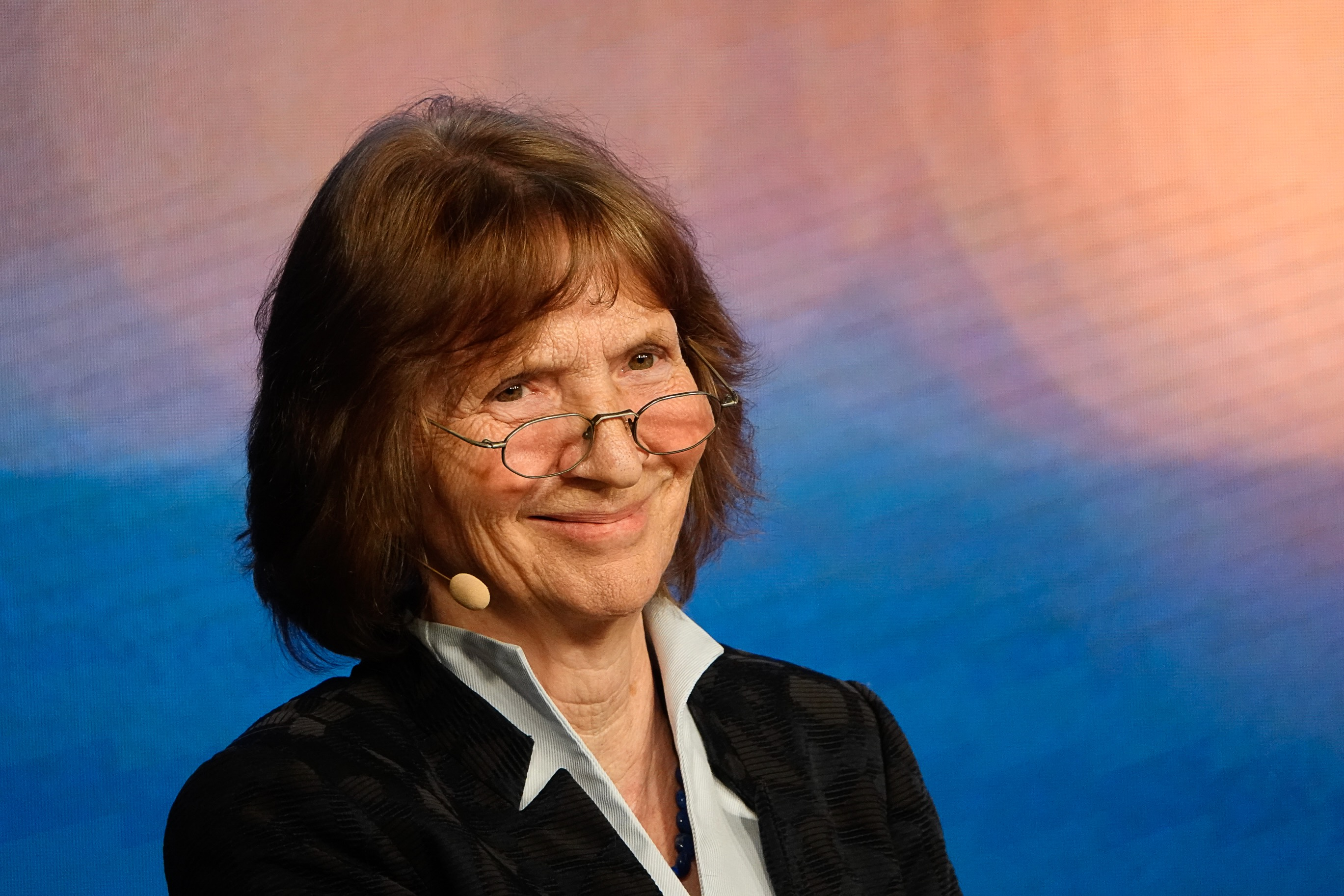
Aleida Assmann auf dem Münchner Literaturfest 2025

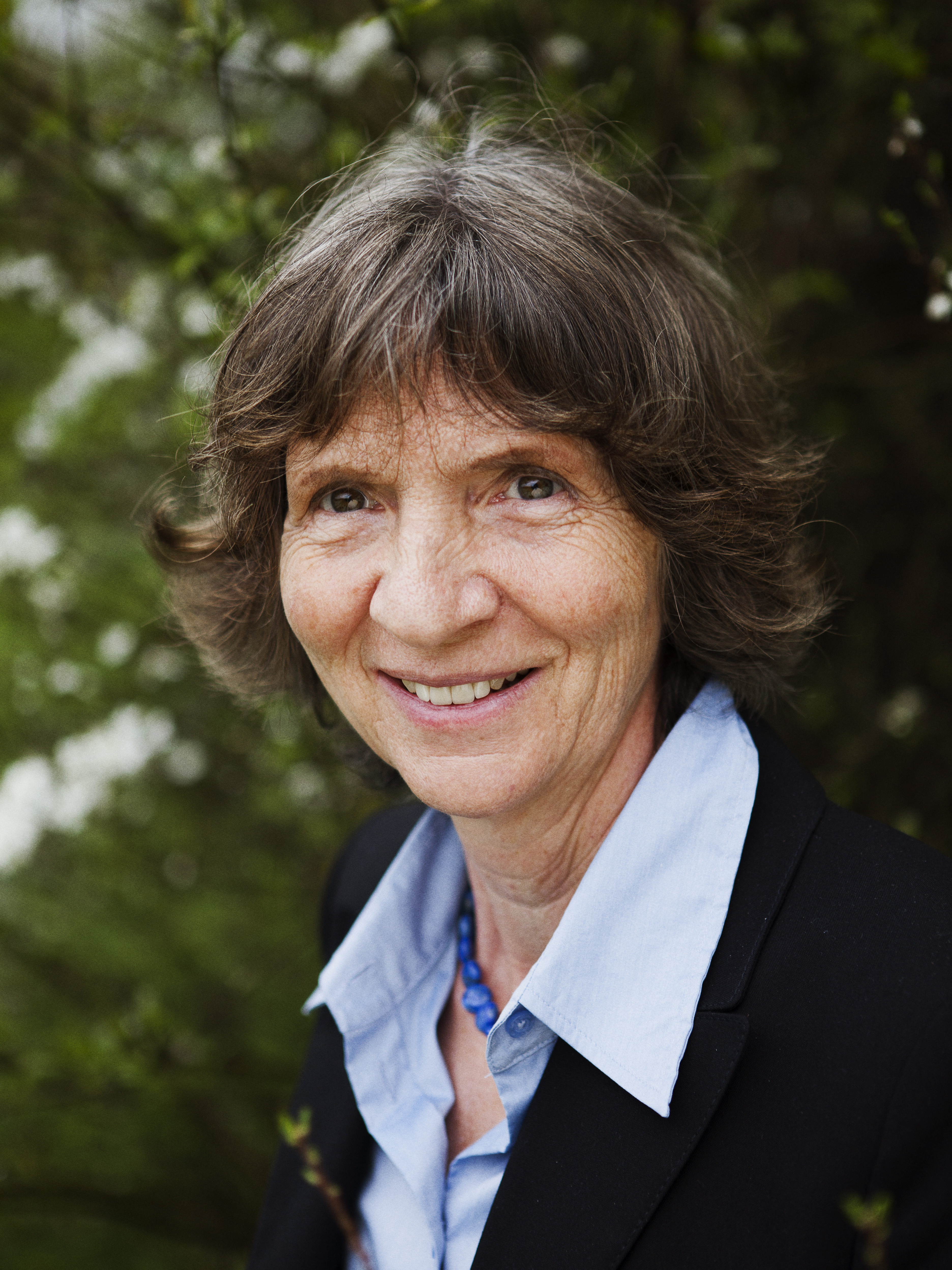
Aleida Assmann, 2014

Aleida Assmann (* 22. März 1947 in Bethel, Gadderbaum, heute ein Stadtbezirk Bielefelds, geb. Aleida Bornkamm) ist eine deutsche Anglistin, Ägyptologin und Literatur- und Kulturwissenschaftlerin.

## Leben
Aleida Assmann ist Tochter des Neutestamentlers Günther Bornkamm (1905–1990) und dessen Frau Elisabeth, geb. Zinn (1908–1995). Zu ihren Vorfahren zählen der Musikverleger Gottfried Christoph Härtel, der Arzt und Reichstagsabgeordnete August Zinn, dessen Sohn, der Arzt Wilhelm Zinn, und der Klassische Archäologe Richard Schöne.
In Heidelberg besuchte sie die Elisabeth-von-Thadden-Schule. Sie studierte von 1966 bis 1972 Anglistik und Ägyptologie an den Universitäten Heidelberg und Tübingen. 1977 wurde sie im Fach Anglistik in Heidelberg mit einer Arbeit über Die Legitimität der Fiktion promoviert. Die Nebenfachprüfung in Ägyptologie legte sie in Tübingen ab, da ihr Mann Jan Assmann inzwischen auf den Lehrstuhl für Ägyptologie in Heidelberg berufen worden war.
1992 habilitierte sie sich an der Neuphilologischen Fakultät der Universität Heidelberg, 1993 folgte sie einem Ruf auf den Lehrstuhl für Anglistik und Allgemeine Literaturwissenschaft an der Universität Konstanz. 2001 nahm sie eine Max-Kade-Gastprofessur an der Princeton University in New Jersey wahr. Weitere Gastprofessuren führten sie an die Rice University in Houston (2000), die Yale University in New Haven (2002, 2003, 2005) und die Universität Chicago (2007). Im Sommersemester 2005 hatte sie die „Peter-Ustinov-Gastprofessur“ an der Universität Wien inne. 2007 lehnte sie einen Ruf auf den Lehrstuhl für Germanistik der Yale University ab.
Assmann veröffentlichte zahlreiche Arbeiten zur englischen Literatur und zur Archäologie der literarischen Kommunikation. Seit den 1990er Jahren ist ihr Forschungsschwerpunkt die Kulturanthropologie, insbesondere die Themen kulturelles Gedächtnis, Erinnerung und Vergessen. Erinnern ist für sie „... die Negation des Vergessens und bedeutet in aller Regel eine Anstrengung, eine Auflehnung, ein Veto gegen die Zeit und den Lauf der Dinge“.
Assmann ist Mitglied der Steuerungsgruppe der im März 2021 veröffentlichten Jerusalemer Erklärung zum Antisemitismus. Das von 200 Erstunterzeichnern mitgetragene Dokument argumentiert für eine präzisierende Neudefinition des Antisemitismus und zielt vor allem auf eine Abgrenzung antisemitischer und nicht-antisemitischer Positionen im Rahmen des Nahostkonflikts.
Aleida Assmann war mit dem Ägyptologen Jan Assmann (1938–2024) verheiratet, mit dem sie auch gemeinsam forschte und publizierte. Aus der Ehe gingen fünf Kinder hervor.

## Auszeichnungen

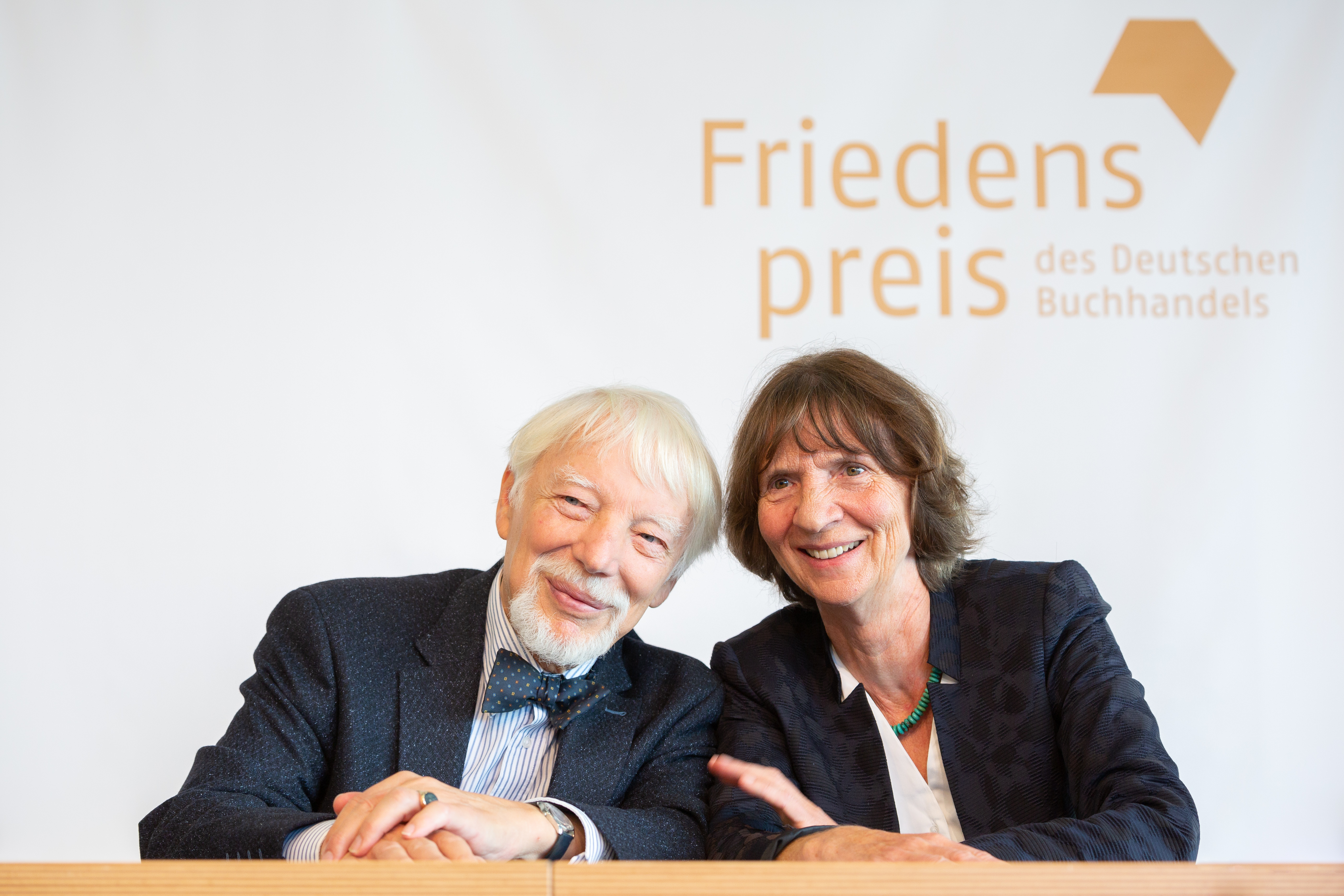
Jan und Aleida Assmann anlässlich der Verleihung des Friedenspreises des deutschen Buchhandels 2018

- 1999: Philip Morris Forschungspreis für Geschichtswissenschaft[5]
- 2008: Ehrendoktorwürde der Theologischen Fakultät der Universität Oslo[6]
- 2009: Max-Planck-Forschungspreis[7]
- 2009: Paul Watzlawick-Ehrenring[8]
- 2011: Ernst-Robert-Curtius-Preis[9]
- 2014: A.H.-Heineken-Preis für Geschichte[10]
- 2015: Johannes Gutenberg-Stiftungsprofessur der Johannes Gutenberg-Universität Mainz (mit Jan Assmann)[11]
- 2016: Theologischer Preis der Salzburger Hochschulwochen (mit Jan Assmann)[12]
- 2017: Karl-Jaspers-Preis (mit Jan Assmann)[13]
- 2017: Balzan-Preis für Forschungen zum kollektiven Gedächtnis (mit Jan Assmann)[14]
- 2018: Friedenspreis des Deutschen Buchhandels (mit Jan Assmann)[15]
- 2018: Bundesverdienstkreuz 1. Klasse
- 2019: Erasmus Medal
- 2022: Großes Bundesverdienstkreuz mit Stern der Bundesrepublik Deutschland[16]
- 2025: Verdienstorden des Landes Baden-Württemberg[17]

## Mitgliedschaften
- Mitglied der geisteswissenschaftlichen Klasse der Berlin-Brandenburgischen Akademie der Wissenschaften seit 1998
- Korrespondierendes Mitglied der philologisch-historischen Klasse der Akademie der Wissenschaften zu Göttingen seit 1999
- Korrespondierendes Mitglied der philosophisch-historischen Klasse der Österreichischen Akademie der Wissenschaften seit 2001[18]
- Mitglied der kulturwissenschaftlichen Sektion der Deutschen Akademie der Naturforscher „Leopoldina“, Halle seit 2003[19]
- Mitglied der Academia Europaea seit 2015
- Mitglied im Orden Pour le Mérite seit 2020[20]
- Mitglied der British Academy seit 2021

## Schriften
- Die Legitimität der Fiktion. Ein Beitrag zur Geschichte der literarischen Kommunikation (= Theorie und Geschichte der Literatur und der schönen Künste. 55). Fink, München 1980, ISBN 3-7705-1844-6 (Zugleich: Heidelberg, Universität, Dissertation, 1977).
- Arbeit am nationalen Gedächtnis. Eine kurze Geschichte der deutschen Bildungsidee (= Edition Pandora. 14). Campus-Verlag u. a., Frankfurt am Main u. a. 1993, ISBN 3-593-34838-1.
- Zeit und Tradition. Kulturelle Strategien der Dauer (= Beiträge zur Geschichtskultur. Band 15.) Böhlau, Köln u. a. 1999, ISBN 3-412-03798-2.
- mit Ute Frevert: Geschichtsvergessenheit – Geschichtsversessenheit. Vom Umgang mit deutschen Vergangenheiten nach 1945. Deutsche Verlags-Anstalt, Stuttgart 1999, ISBN 3-421-05288-3.
- Erinnerungsräume. Formen und Wandlungen des kulturellen Gedächtnisses. Beck, München 1999, ISBN 3-406-44670-1, (Zugleich: Heidelberg, Universität, Habilitations-Schrift, 1992).[21]
- Das kulturelle Gedächtnis an der Millenniumsschwelle. Krise und Zukunft der Bildung (= Konstanzer Universitätsreden. Band 216). UVK – Universitäts-Verlag Konstanz, Konstanz 2004, ISBN 3-87940-791-6.
- Die Unverzichtbarkeit der Kulturwissenschaften. Mit einem nachfolgenden Briefwechsel (= Hildesheimer Universitätsreden. Neue Folge, Band 2.) Universitätsverlag, Hildesheim 2004, ISBN 3-934105-06-8.
- Generationsidentitäten und Vorurteilsstrukturen in der neuen deutschen Erinnerungsliteratur (= Wiener Vorlesungen im Rathaus. Band 117). Picus, Wien 2006, ISBN 3-85452-517-6 (Vortrag am Universitätscampus am 27. April 2005 anlässlich der Sir-Peter-Ustinov-Professur der Stadt Wien an der Universität Wien).
- Einführung in die Kulturwissenschaft. Grundbegriffe, Themen, Fragestellungen (= Grundlagen der Anglistik und Amerikanistik. Band 27). Erich Schmidt, Berlin 2006, ISBN 3-503-07977-7.
- Der lange Schatten der Vergangenheit. Erinnerungskultur und Geschichtspolitik. Beck, München 2006, ISBN 3-406-54962-4.[22]
- Geschichte im Gedächtnis. Von der individuellen Erfahrung zur öffentlichen Inszenierung (= Krupp-Vorlesungen zu Politik und Geschichte am Kulturwissenschaftlichen Institut im Wissenschaftszentrum Nordrhein-Westfalen. Band 6). Beck, München 2007, ISBN 978-3-406-56202-0.
- als Herausgeberin mit Jan Assmann: Vollkommenheit (= Archäologie der literarischen Kommunikation. Band 10). Fink, München u. a. 2010, ISBN 978-3-7705-4813-2.
- mit Geoffrey Hartman: Die Zukunft der Erinnerung und der Holocaust. Konstanz University Press, Konstanz 2012, ISBN 978-3-86253-017-5.
- Ist die Zeit aus den Fugen? Aufstieg und Fall des Zeitregimes der Moderne. Hanser, München 2013, ISBN 978-3-446-24342-2.
- Das neue Unbehagen an der Erinnerungskultur. Eine Intervention (= Beck’sche Reihe. Band 6098). Beck, München 2013, ISBN 978-3-406-65210-3.
- Im Dickicht der Zeichen (= Suhrkamp-Taschenbuch Wissenschaft. 2079). Suhrkamp, Berlin 2015, ISBN 978-3-518-29679-0.
- Formen des Vergessens (= Historische Geisteswissenschaften. Band 9). Wallstein, Göttingen 2016, ISBN 978-3-8353-1856-4.
- Reflexion zu Johann Sebastian Bachs Kantate Ein ungefärbt Gemüte (BWV 24). Aufführung mit Rudolf Lutz, Chor und Orchester der J. S. Bach-Stiftung, Marianne Beate Kielland (Sopran), Daniel Johannsen (Tenor), Dominik Wörner (Bass). Samt Einführungsworkshop. DVD. Gallus Media, 2017. Online auf bachipedia.org, mit Video der Reflexion von Aleida Assmann.
- Auf den Schultern von Riesen. Die Bibliothek als Medium des kulturellen Gedächtnisses. In: Johanna Rachinger (Hrsg.): Schatzkammer des Wissens. 650 Jahre Österreichische Nationalbibliothek. K & S, Wien 2018, ISBN 978-3-218-01112-9, S. 10–19.
- Menschenrechte und Menschenpflichten. Schlüsselbegriffe für eine humane Gesellschaft. Picus, Wien 2018, ISBN 978-3-7117-2072-6.
- Der europäische Traum. Vier Lehren aus der Geschichte (= C.H. Beck Paperback. Band 6343). Beck, München 2018, ISBN 978-3-406-73380-2.
- Die Wiedererfindung der Nation. Warum wir sie fürchten und warum wir sie brauchen. Beck, München 2020, ISBN 978-3-406-76634-3.
- Die Welt im Wandel. Brauchen wir eine neue Sprache und neue Begriffe? Dresdner Rede am 13. Juni 2021 (PDF; 848 KB).
- Zeit und Tradition. Kulturelle Strategien der Dauer. wbg Academic, Darmstadt 2022, ISBN 978-3-534-27442-0.
- Kann man die Vergangenheit reparieren? In: Gerd Jüttemann (Hg.): Wie Destruktivität die Geschichte lenkt. Psychopathologien und Auswege. Psychosozial-Verlag, Gießen 2023, ISBN 978-3-8379-3256-0, S. 23–34.[23]
- mit Jan Assmann: Gemeinsinn. Der sechste, soziale Sinn. Beck, München 2024, ISBN 978-3-406-82186-8.

## Audios
- Wem gehört die Geschichte? Aleida und Jan Assmann über Erinnern und Vergessen. 2 Audio-CDs. Konzeption/Regie: Thomas Knoefel u. Klaus Sander. Supposé, Berlin 2011, ISBN 978-3-932513-94-7.
- Aleida Assmann, Kulturwissenschaftlerin – Erlebte Geschichten wdr.de, 3. August 2021 (22:54 Min.)
- Aleida Assmann: Wenn man Leid und Unrecht nicht vergessen will. Deutschlandfunk Kultur, 23. November 2023 (14:18 Min.)
- Aleida Assmann und der sechste, soziale Sinn Gespräch mit Michael Köhler zum Thema Gemeinsinn, Deutschlandfunk, 15. Dezember 2024 (24:11 Min.)